# Ель-Аргарська культура
37°15′08″ пн. ш. 1°55′03″ зх. д. / 37.2521° пн. ш. 1.9175° зх. д.
Ель-Аргарська культура — археологічна культура бронзової доби.
Датується 1700—900 рр. до н. е. Була поширена на південному сході і частково в центральних районах Іспанії.
Отримала назву за знахідками у селища Ель-Аргар (El Argar) у провінції Альмерія.
Поселення на пагорбах укріплені кам'яними стінами.
- Кам'яні житла в основному прямокутні, з декількох кімнат, із критими галереями для підведення води.
- Залишки металургійних майстерень, кам'яні ливарні форми, вироби із бронзи (трикутні кинджали, плоскі сокири, мечі довжиною понад 60 см, листоподібні ножі) і каменю, прикраси із бронзи, срібла (у тому числі жіночі діадеми) і золота.
- Кераміка із чорною або темно-коричневою поверхнею, без орнаменту (кулясті чаші, кубки з високою ніжкою, посудини з конічним горлом).
- Поховання — на поселеннях, звичайно в керамічних яйцеподібних урнах, рідше — у кам'яних ящиках, самі рідкі — у ямах (дитячі — у глеках). Часті поховання під підлогою жител або умуровані у стіни.